# Markus Zohner
Markus Zohner (* 13. Juni 1963 in München) ist Schweizer Schauspieler, Regisseur und Theaterpädagoge. Er ist der Gründer und künstlerischer Leiter der Markus Zohner Arts Company, die seit 1987 weltweit auf Tournee geht.
Seine vielfach ausgezeichneten Inszenierungen von Theaterstücken, Opern und Epen werden an Theatern und Festivals in aller Welt präsentiert.

## Leben und Karriere
Markus Zohners ist in München geboren und aufgewachsen, nachdem seine Vorfahren aus Mähren nach Deutschland eingewandert waren. Er lebt in Lugano / Schweiz, wo auch der Sitz seiner Theatergruppe, der „Markus Zohner Arts Company“, ist, mit der er weltweit auf Tournée geht.
Im Jahre 2002 gründete er die „Markus Zohner Flying Theatre Academy for Central Asia“, die während eines halben Jahres hervorragende Theaterlehrer aus ganz Europa nach Almaty / Kasachstan bringt, um dort jungen Schauspielern und Regisseuren aus ganz Zentralasien eine Möglichkeit zur Weiterbildung und Entdeckung neuer theatralischer Horizonte zu geben.
Vom Juli 2004 bis zum Januar 2005 leitete er das „groundzero theater“ Baden AG / Schweiz.
Im Jahr 2006 rief er das „Kosovo.Blut.Theater.Projekt“ ins Leben, ein internationales Theaterprojekt, das sich mit der Thematik des Nachkriegs-Kosovo auseinandersetzt und aus dem mehrere Theatervorstellungen entstanden:
- ACTION 1 (Priština, Dezember 2006)
- ACTION 2 (Priština, Januar 2007) und schliesslich
- „The Last Supper“, ein Theaterstück mit sieben kosovo-albanischen Schauspielern und vier Schweizer Theaterleuten auf der Bühne.

Im Dezember 2008 startete Markus Zohner in Venedig zu seinem photographischen und schriftstellerischen Projekt: „Die Wiederentdeckung der Bernsteinstrasse - zu Fuss von Venedig nach St. Petersburg“. Neun Monate später, im September 2009, kam er nach einem Fussmarsch von 4.065,5 Kilometern und der Durchquerung von zwölf Ländern in St. Petersburg an. Daran schloss sich seine Buchveröffentlichung „Der Weg ist der Sinn - Die Wiederentdeckung der Bernsteinstrasse“ und verschiedene Photoausstellungen an.

## Ausdrucksstil
Zohners Inszenierungen beruhen auf dem Begreifen des Theaters als kreativem Akt des Zuschauers. Im Mittelpunkt seiner Inszenierungen steht daher der Schauspieler in seiner Ganzheit, der durch seine theatralische Arbeit zum Schlüssel für die Phantasie des Zuschauers wird.
Alle dem Spieler zur Verfügung stehenden Mittel – Körper, Stimme, Sprache – werden ausgeschöpft, um Figuren, Szenen, Stimmungen, Handlung, Theater zu kreieren.
Der Schauspieler ist nicht nur Informationsträger eines theatralischen Textes, sondern wird selbst zum Erschaffer von theatralischem Raum, Ort, Handlung, Bewegung und Zeit. Jeder Bestandteil des Theaters wird so Spielelement und ermöglicht eine vielschichtige Leseart, die verschiedensten Ebenen des Stückes wie des Spieles werden wahrnehmbar.
Markus Zohner hat dazu eine eigene „Technik der theatralischen Kreation“ entwickelt, die vom Schauspieler als theater-tragendem Element ausgeht und so erlaubt, Theaterstücke in diesem Brennpunkt der theatralischen Kreation zu entwickeln und zu inszenieren. Bühnenbilder, Kostüme und Effekte treten in den Hintergrund und dienen einzig dem als Plattform, was für Markus Zohner die Essenz des Theaters ist: Die Arbeit, das Spiel mit der Phantasie des Zuschauers, aufgeschlossen durch die konsequente Arbeit des Schauspielers.
Er ruft mit seiner Compagnie internationale Theaterprojekte ins Leben, wobei ein Hauptaugenmerk neben weltweiten Theatervorstellungen auf intensivem Kulturaustausch und der Weiterbildung junger Theaterschaffender liegt.

## Wichtige Rollen in folgenden Theaterproduktionen (Auswahl)
- White Cherry Chechov – Der Kirschgarten, von Anton Pawlowitsch Tschechow
- ErotiKomische Geschichten aus 1001 Nacht, mit Patrizia Barbuiani und Markus Zohner
- HA!HAmlet von William Shakespeare
- Odyssee, Homer
- PALPITATION, Regie: Alessandro Marchetti
- Histoire du soldat (Geschichte vom Soldaten), von Charles Ferdinand Ramuz und Igor Strawinsky

## Wichtige Inszenierungen
- „Odyssee“, für die Markus Zohner Theater Compagnie, Lugano / Schweiz,
- Bastien und Bastienne, Oper von Wolfgang Amadeus Mozart, Festival Mitte Europa, Deutschland
- L'Alouette (Jeanne oder Die Lerche), von Jean Anouilh, Verband lettischer Theater, Riga, Lettland
- „HA!HAmlet“, eine Adaption des Hamlet von William Shakespeare, für die Markus Zohner Theater Compagnie, Lugano / Schweiz,
- „Von Geistern und Engeln“, Theaterimprovisationsstück mit 18 Schauspielern, Jaunais Rigas Teatris, Riga, Lettland
- „Pasaka par Zaldatu“, Erstaufführung von „Histoire du soldat“ von Charles Ferdinand Ramuz und Igor Strawinsky in lettischer Sprache,
- „ZipZapPao“ – Improvisationstheaterstück, Jaunais Rigas Teatris, Riga, Lettland
- „ErotiKomische Geschichten aus 1001 Nacht“, für die Markus Zohner Theater Compagnie, Lugano / Schweiz,
- „Der Besuch der alten Dame“, von Friedrich Dürrenmatt, Erstaufführung in lettischer Sprache, Jaunais Rigas Teatris, Riga, Lettland
- „Hüppe tundmatusse (Sprung ins Ungewisse)“, Improvisationstheaterstück mit den Abschlussstudenten für Schauspiel und Regie der Universität Tallinn, Tallinn, Estland
- White Cherry Chechov – Der Kirschgarten, von Anton Pawlowitsch Tschechow, für die Markus Zohner Theater Compagnie, Lugano / Schweiz
- „Kalevipoeg - The Cool Estonian Epic“, kreiert und inszeniert von Markus Zohner, Uraufführung im November 2003 zum 200. Geburtstag Friedrich Reinhold Kreutzwalds am „Tallinna Linnateater“, dem Stadttheater von Tallinn, Tallinn / Estland. Die Inszenierung wird in die Publikation „Sajandi Sasa Sõnalavastust- 100 Theaterstücke eines Jahrhunderts“ aufgenommen. Autorin des Werkes ist Reet Neimar, eine der bedeutendsten Theaterwissenschaftlerinnen und -kritikerinnen Estlands.
- „KOSOVO.BLOOD.THEATRE.PROJECT“, für die Markus Zohner Theater Compagnie in Koproduktion mit MultiMediaCenter Prishtina, Priština, Kosovo 2006 / 2007
- „The Last Supper (Das letzte Abendmahl)“, für Markus Zohner Theater Compagnie in Koproduktion mit MultiMediaCenter Prishtina, Priština, Kosovo 2007
- „MISANTROOP“- Der Menschenfeind, von Molière, für das VAT TEATER Tallinn, Premiere am 12. November 2008 am „Theater im KUMU“, Tallinn / Estland
- Don Juan nach Lord Byron, Première am 11. November 2011, Lugano / Schweiz
- „APOCALYPSE 2072 | end.begin“, Première am 23. November 2012, Lugano / Schweiz
- „Radio Scatenata – das entfesselte Radio“, 2013: Radioprojekt mit Gefangenen im Gefängnis «La Stampa», Lugano / Schweiz, erster Teil der „Trilogie zur Fehlbarkeit der menschlichen Seele“
- „Proust in Prison“, Theaterstück, zweiter Teil der „Trilogie zur Fehlbarkeit der menschlichen Seele“, Première am 8. November 2013, Lugano / Schweiz
- „La Colpa – Die Schuld“, Theaterstück, dritter Teil der „Trilogie zur Fehlbarkeit der menschlichen Seele“, Première am 5. Dezember 2014, Lugano / Schweiz
- „Cappuccetto infrarosso – Infrarotkäppchen“, ein „radiophones Musiktheaterstück“ mit Schauspielern, Musikern, Opernsängern und mit dem Maler Nando Snozzi, Uraufführung 16. März 2016, Lugano / Schweiz
- Radio Frankenstein". Theaterstück über den italienischen Neurochirurgen Prof. Sergio Canavero, der dabei ist, eine Kopfverpflanzung der Menschheit zu planen und vorzubereiten. Zusammenarbeit und Coproduktion mit dem Joint Research Centre der Europäischen Kommission.  Uraufführung: 9. September 2017, Lugano / Schweiz, englische Erstaufführung: 5. Oktober 2017, Joint Research Centre, Ispra / Italien. Text und Regie: Markus Zohner.
- TOTENTANZ – Das Tagebuch, Theaterstück über die Geschichte zweier Geschwister während der Wirren des Zweiten Weltkrieges. Uraufführung: 24. April 2021, Lugano / Schweiz.
- REPLIKA anno 2052: Theaterstück über die Kreation eines dreidimensionalen Avatars, der aus den im Internet aufgezeichneten Erinnerungen der Hauptfigur Oscar besteht. Uraufführung: 18. November 2022, Lugano / Schweiz
- BEYOND – Inside the Mind of Adolf Wölfli. Theaterstück, über den Schweizer Maler, Komponisten und Schriftsteller, dessen Mission es war, sein Leben und die Welt neu zu erfinden. Auf über 25'000 Seiten, schuf er sich eine spektakuläre Kindheit und eine glorreiche Zukunft. Uraufführung: 17. November 2023, Lugano / Schweiz.

## Veröffentlichungen
"Der Weg ist der Sinn – Die Wiederentdeckung der Bernsteinstrasse", ISBN 978-8-890456-09-1.
Ital. Übersetzung: "Alla riscoperta dell‘antica Via dell‘Ambra", ISBN 978-8-890456-07-7.